# Os caras de pau
Os caras de pau (in italiano "Facce da poker") è una serie televisiva comica brasiliana trasmessa da TV Globo la domenica. Creata da Chico Soares e diretta da Márcio Trigo, la serie ha come protagonisti Leandro Hassum, Marcius Melhem e sino alla seconda stagione Alexandra Richter.